# Lotus eriosolen
Lotus eriosolen är en ärtväxtart som först beskrevs av René Charles Maire, och fick sitt nu gällande namn av U. Mader och Dieter Podlech. Lotus eriosolen ingår i släktet käringtänder, och familjen ärtväxter. IUCN kategoriserar arten globalt som livskraftig. Inga underarter finns listade i Catalogue of Life.